# Fikret Hodžić
Pour les articles homonymes, voir Hodžić.
Fikret Hodžić (né à Prijedor le 26 juin 1953 et mort à Prijedor le 9 juillet 1992) est un bodybuilder professionnel d'origine Bosniaque. Hodžić fait sa carrière dans les années 1970 et 1980, sous les couleurs de la Yougoslavie.

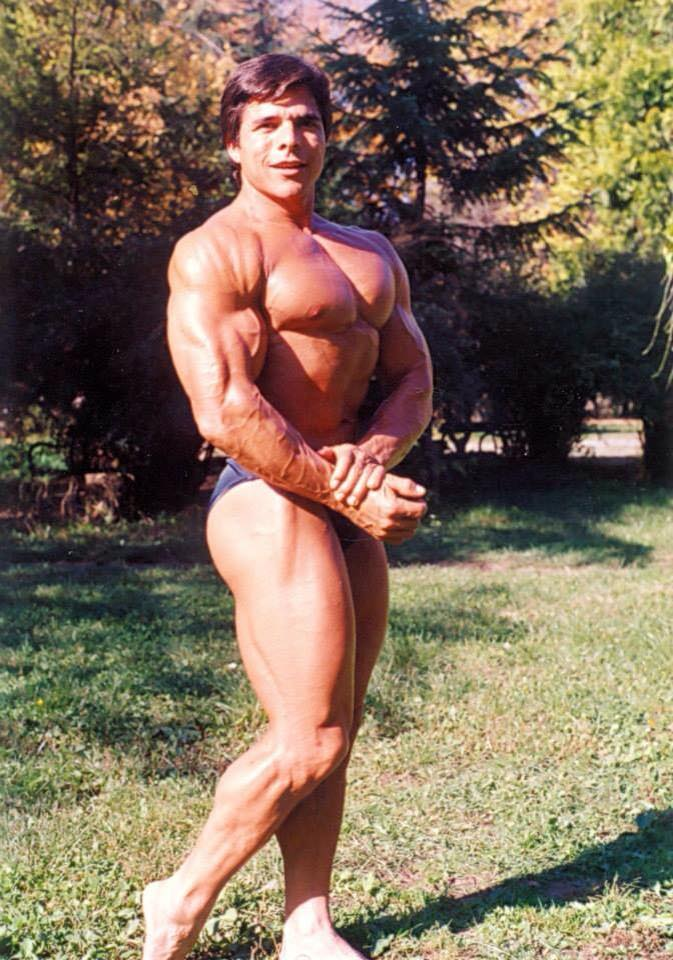
Fikret Hodžić.

Hodžić débute la musculation en 1973, inspiré par Franco Columbu. Il interrompt temporairement son entraînement pour accomplir son service militaire obligatoire. De 1976 à 1991, il remporte le titre de champion de Yougoslavie de musculation pendant 15 années consécutives. Grand amateur d'entraînement en plein air, il s'y adonnait dès que les conditions météorologiques le permettaient.

## Décès
Hodžić est assassiné près de son domicile par des paramilitaires serbes au début de la guerre en Bosnie-Herzégovine. Il est arrêté à proximité de sa maison, puis abattu quelques instants plus tard par un homme armé d'une kalachnikov, un ancien camarade d'entraînement.
Sa femme Suada est capturée peu après avec leurs deux enfants et transférée au camp de Trnopolje. Elle parvient à convaincre les gardes de la laisser sortir sous un faux prétexte. Suada cache son corps toujours visible à l'air libre devant chez lui en le dissimulant sous une couverture, assise dessus pour faire croire qu'il s'agit d'une valise,.
Après avoir appris le meurtre de Hodžić, Arnold Schwarzenegger a envoyé ses condoléances à sa famille.

## Vie privée
Sa femme et ses deux enfants trouvent refuge en Autriche après avoir fuit le camp de Trnopolje
Džemal, le fils de Fikret Hodžić, meurt assassiné par un criminel en 2000 à Sanski Most, à l'âge de 20 ans.

## Palmarès
1981
- IFBB - Championnats d'Europe amateurs, poids léger : 2e
- IFBB - Championnats du monde amateurs, poids léger : 3e

1982
- IFBB - Championnats d'Europe amateurs, poids léger : 5e
- IFBB - Championnats du monde amateurs, poids léger : 4e

1986
- IFBB - Championnats d'Europe amateurs, poids léger : 4e

1987
- NABBA - Mister Univers, short : 6e

1989
- IFBB - Championnats du monde amateurs, poids léger : 13e